# Papež Aleksander VII.
Papež Aleksander VII. (rojen kot Fabio Chigi), italijanski rimskokatoliški duhovnik, škof in kardinal, * 13. februar 1599, Siena (Nadvojvodina Toskana), † 22. maj 1667 Rim (Papeška država).
Papež je bil med letoma 1655 in 1667.

## Življenjepis

### Mladost in sorodstvo
Fabio Chigi se je rodil v Sieni v Nadvojvodini Toskani, kot član ugledne bankarske družine Chigi in pranečak  papeža Pavla V. (1605–1621). 
Rodbina Chigi iz Siene je bila med najslavnejšimi in najmogočnejšimi italijanskimi rodbinami. V času rimske renesanse je bil prednik Aleksandra VII. znan kot Magnifico. Družina Chigi si je pridobila veliko bogastvo, ko je Agostino Chigi postal bankir papeža Julija II., ki mu je bil tako naklonjen, da mu je dovolil, da je v svoj grb poleg že obstoječih hribov privzel še hrast iz papeževega grba. 
Papežev oče Flavio Chigi, nečak Pavla V., je dal svojemu sinu čvrsto vzgojo. Veliko dolguje tudi svoji materi Lauri Marsili, ki je imela izredno vlogo in vpliv na vzgojo svojih otrok. V mladosti je bil Fabio bolehen, kar je bilo posledica mrtvoudnih napadov v otroštvu. Najprej ga je poučevala mati, pozneje pa sposobni skrbniki, ki so odkrili njegovo nadarjenost in ljubezen do branja. 
Ker je imel temeljito znanstveno podlago že od doma, si je na Sienski univerzi brez posebnih težav 1626 pridobil doktorate po petletnem študiju iz modroslovja, po štiriletnem študiju iz bogoslovja ter iz prava.
Fabijev starejši brat Mario se je poročil z Bereniko (Berenice), hčerjo Tiberija della Ciala, ki je rodila štiri otroke, od katerih sta Agnes in Flavio dočakala odraslost. Flavia (1631-1693) je postavil za kardinala njegov stric 9. aprila 1657. Njegov brat Augusto Chigi (1595-1651) se je poročil z Olimpijo della Ciaia (1614-1640) in nadaljeval rodovno deblo kot roditelj kneza Farnese, Agostina Chigija. Fabijeva sestra Onorata Mignanelli se je poročila s Firmanom Bichijem; njun sin Antonio je postal škof v Montalcinu (1652-1656) in nato v Osimu (1656-1659); za kardinala ga je imenoval njegov stric Alexander VII.: in pectore 9. aprila 1657, a javno 10. novembra 1659.  Drugi njegov nečak je bil Giovanni Bichi, ki mu  je zaupal poveljstvo papeške mornarice. 

### Vpapeškidiplomatskislužbi
1627 je začel svojo vajeniško dobo kot vice-legat v Ferrari; na priporočilo dveh kardinalov je postal inkvizitor na Malti.
Chigi je bil posvečen v duhovnika decembra 1634. Prejel je naslov referendarius utriusque signaturae, s čimer je postal prelat in dobil pravico delovanja na Papeškem rimskem dvoru. 8. januarja 1635 je postal škof Narda v južni Italiji; posvečenje mu je podelil 1. julija 1635 Miguel Juan Balaguer Camarasa, malteški škof.  13. maja 1652 je bil prestavljen za škofa Imole.
Škof Chigi je postal apostolski nuncij v Kelmorajnu (1639–1651) 11. junija 1639. Tam je podpiral obsodbo Urbana VIII. glede heretične Jansenove knjige Augustinus, ki jo je obsodil z bulo In eminenti 1642.

#### Tridesetletna vojnainVestfalski mir
Švedskega kralja so zaradi uspehov na bojnem polju imenovali Severni lev. Preden je Gustav Adolf odšel v Nemčijo, da bi v tridesetletni vojni širil in utrjeval protestantizem, je hčerki Kristini zagotovil pravico do prestolonasledstva v primeru, če se ne bo vrnil. 
Njena mati Marija Eleonora Brandenburška je bila malo čudna; ko je kralj 6. novembra 1632 umrl na bojišču, je ukazala, da kralja ne smejo pokopati, dokler ne bodo pokopali tudi nje skupaj z njim. Zategadelj so ga pokopali šele po osemnajstih mesecih, 22. junija 1634. Kristina - je bila stara pet let, ko je oče 1632 padel v bitki pri Lützenu. 
Švedska je hotela z vojskovanjem utrditi svoj vpliv po severnonemških deželah okrog Baltiškega morja, a je doživela poraz 1634 v Bitki pri Nördlingenu. Protestante je podpiral denarno francoski kardinal Richelieu, pa tudi Beneška republika. Tako so se mogli postavili po robu papežu in katoliškim interesom. Protestantje so zaradi zanje ugodnejšega položaja hotlei nadaljevanje vojne; medtem pa je kraljična Kristina poslala na mirovno konferenco lastnega poslanca Salviusa, da bi dosegel mirovni sporazum. Kristina je bila po svoji miroljubnosti pravo nasprotje očetovo srboritosti in nuncij je že takrat občudoval njeno odločnost. Z Vestfalskim mirom 1648 je Švedska vendarle ostala velesila in gospodarica Baltiškega morja.
Nuncij Chigi se je udeležil pogajanj; vendar so on in odposlanci sklenili, da ne bodo imeli nobenega stika z osebami, ki jih je Cerkev smatrala za heretike. Tako so zamudili ugodno priložnost, da bi bolj vplivali na izhod. Chigi je sicer nato oporekal v imenu papeštva zoper dokončne sklepe, ki so pomenili za katoličane vsekakor hudo izgubo in poraz, vendar brez uspeha.  
Sam papež Inocenc X. je bil še ostrejši in je izjavil, da je doseženi mir »ničen, neveljaven, krivičen, škodljiv, malopriden, prazen, brez pomena in učinka za vse čase.«  Mir je vendarle končal krvavo versko Tridesetletno vojno (1618–1648) in uvedel mirno obdobje ter novo ravnotežje med evropskimi silami, ki je trajalo do Francoske revolucije (1789).
Leta 1651 je bil Chigi postavljen za državnega sekretarja Rimske kurije.
19. februarja 1652 je bil povzdignjen v kardinala.
13. maja 1653 pa je bil imenovan za nadškofa (osebni naziv) škofije Imola.

## Papež

### Izredno dolgkonklave
Konklave, ki je sledil smrti papeža Inocenca X. na dan 7. januarja 1655, se je zelo zavlekel in je bil najdaljši v celem stoletju; začel se je 18. januarja in končal 7. aprila, ko je bil izvoljen kardinal Fabio Chigi, rojen v Sieni. Izvolil si je ime Aleksander VII. v znamenje priznanja papežu Aleksandru III., ki je tudi bil Sienčan. 
Še nikoli se ni udeležilo papeških volitev toliko škrlatnikov kot sedaj: kar 62. Ranke pravi, da »so se sestali prvič brez zunanjih pritiskov. Ko so jim predložili, naj se prostovoljno združijo okrog ene glave, so odgovarjali, češ da ima vsakdo svojo lastno glavo in tudi noge. Bili so po večini odlični možje s samostojnim mišljenjem – imenovali so jih squadrone volante - in se niso vdajali besedam kakega nečaka, ampak so sledili le lastnemu prepričanju in uvidevnosti.« 
Brezvodstvena skupina, ki se je sicer skromno imenovala »Božja stranka«, se je na videz kazala neodvisna; v resnici pa je dobivala navodila od oblastne ženske, skrivajoče se v svoji palači na Piazza Navona, Olimpije. Brata Barberini sta zopet delovala: Antonio je potegnil s Francozi, Francesco s Španci – kot sta to počela že v prejšnjem konklavu. Redkokdaj je bil konklave tako mnogostrankarski in nikoli še ni bil tako številen. 69 konklavistov je vstopilo v Vatikan 18. januarja, a od teh je bilo kar 32 možnih kandidatov. 
Rimljani so se seveda neznansko zabavali na račun morebitnih papežev in vsakodnevne paskvinate so vedrile prebivalstvo in prodirale celo do odročnih vasi. V zaselku Arquato blizu Ascolije so se kmetavzarji oblekli v škrlatnike in oponašaje konklavske obrede; slovesno so izvolili za papeža pastirja, ter ga okronali z lepenkasto tiaro. On je objavil bulo, s katero je odpravil vse mlinske dajatve in takse na sol ter so ga zmagoslavno vozili po vaseh. Ta nespoštljiva, čeprav neškodljiva hudomušnost pa se je usodno končala, saj so krivce naznanili izsledništvu; in po treh dneh je bil papirnati-papež mrtev. Vsekakor pa je izredno število kandidatov povzročalo resne težave in konklave se je zavlekel. Francija je zopet podpirala Sacchettija, Španija pa Castagna – a bila je bolj zavzeta z zavračanjem Mazarinovega varovanca kot s podpiranjem svoje zadeve. Toskanski kandidat pa je bil Chigi. 
Kardinal Ottobuono je že ob smrti Inocenca X. dejal: »Poiskati moramo poštenjaka.« Na to je odvrnil njegov zaveznik Azzolino: »Če hočete poštenjaka, tukaj ga imate,« in je pokazal na Fabia Chigija. Vsi so menili, da bodo takoj enoglasno izvolili Chigija; vendar se je ta konklave razvlekel v najdaljšega v celem stoletju. Kardinalski zbor je pač moral upoštevati marsikatero okoliščino; sicer so se strinjali, da bi bil najboljši Fabio; vendar je izboru nasprotoval vsemogočni francoski ministrski predsednik Mazarin, ker mu svojčas kot nuncij v Kölnu ni nudil pričakovane podpore v vojni zoper Nemčijo. 
Fabio je sam prosil, naj volijo koga drugega – vendar je 7. aprila 1655 dobil potrebno večino. Izvolitev je sprejel le obotavljaje, kot je sam dejal: »iz pokorščine in z željo, da izpolnim Božjo voljo«. Ko je vstopil v Baziliko sv. Petra, da bi sprejel poklon kardinalov, se ni hotel po starem običaju povzpeti k oltarju, ampak je ostal na stopnici in stiskal v rokah razpelo. V več rimskih cerkvah je določil češčenje za srečno vladanje; da bi imel v spominu minljivost življenja, je imel v svoji sobi mrtvaško glavo, ki mu jo je iz marmorja napravil Bernini.
Ko je bil 18. aprila istega leta ustoličen in kronan, je namesto običajne pojedine pogostil reveže in pomilostil številne zapornike. 

### Delovanje
Njegov pontifikát so posebej obremenjevali odnosi s Francijo. Mladi kralj Ludvik XIV. si je skušal v smislu galikanizma pridobiti razne pravice v Cerkvi, posebej se je potegoval za to, da bi lahko sam imenoval škofe. Ko je papeška korziška straža napadla kraljevo poslanstvo in je bilo tudi nekaj mrtvih, je prišlo do hude zamere; papeška zaveznika Španija in Nemčija sta bila zapletena v vojno in tako so lahko Francozi v znak maščevanja zasegli papeško posest v Avignonu. Aleksander VII. je moral pod ponižujočimi pogoji potrditi kraljeve »pravice« do imenovanje škofov. 
Tudi v organiziranju skupne obrambe pred Turki papež ni imel uspehov. 

### Imenovanja in posvečenja

#### Kardinalska imenovanja
Aleksander VII. je imenoval 38 kardinalov v 7 konzistorijih, s poudarkom na Italijanih in posebno na rojakih Sienčanih, med katerimi so bolj znani: 
1. goreči škof obnovitelj in svetnik Gregorio Barbarigo; [22][23]
2. učeni jezuit Pietro Pallavicino[24];v mladosti je pesnikoval ("I fasti sacri", Rim 1636); napisal je zgodovino Tridentinskega koncila, obširno Dogmatiko "Assertiones theologicæ" v devetih knjigah (Rim 1649-1652) ter obrambo jezuitov zoper hude klevete, ki so končno privedle do ukinitve reda, in sicer pod naslovom "Vindicationes Societatis Jesu, quibus multorum accusationes in eius institutum, leges, gymnasia, mores refelluntur" (Rim, 1649). [25] [26]

#### Prišteti k svetnikom
1. Feliks (Srečko) Valoaški [27] Čeprav ne obstaja nobena bula o njegovem posvečenju, ga je po izročilu prištel med svete Urban IV. dne 1. maja 1262, a v škofiji Meaux so ga častili že od 1215. Papež Aleksander VII. je 21. oktobra 1666  potrdil njegovo svetniško češčenje kot pradavno. [28]
2. Frančišek Saleški [29]; poblaženil ga je 8. decembra 1661, a posvetil 19. aprila 1665 Aleksander VII.
3. Janez de Matha [30] skupaj s Feliksom Valoaškim ustanovitelj reda trinitarijancev (trojičanov) za reševanje sužnjev. Papež Aleksander VII. je potrdil njegovo svetništvo kot pradavno češčenje dne 21. oktobra 1666 skupaj s soustanoviteljevim. [31]
4. Rajmund Nerojeni [32] katoliški duhovnik in svetnik iz Katalonije na Iberskem polotoku; ustanovil je Red BDM Usmiljene (lat. OdeM). Njegov nadimek Nerojeni (latinsko Nonnatus) se nanaša na njegovo rojstvo s carskim rezom, ki ga njegova mati ni preživela, kakor ga ni skoraj nobena do izumov ginekologa Kellyja 1888. Zato je Rajmund zavetnik nosečnic, nerojenih otrok in spovedne molčečnosti. [33]

#### Odnos donepotizma
Ob izvolitvi je dejal: »Kot Fabio Chigi sem imel družino; kot Aleksander VII. je nimam.«  V začetku je bil torej hud nasprotnik nepotizma in je trdo prijel predhodnikovo svakinjo Olimpijo, ki je imela (pre)velik vpliv na nekatere papeške odločitve; zagrozil ji je z izgonom iz Rima in ji pravzaprav vsilil prisilno upravo v njeni kneževini. Pozneje pa je zašel tudi sam v pretiravanje, ter je velikodušno začel deliti visoke službe svojim sorodnikom, čeprav še zdaleč niso dobili takega vpliva na papeške odločitve kot pri njegovem predhodniku; vendar dovolj, da je Paskvina podžgal k omembi »procesije sorodnikov, ki se pomikajo od Siene do Rima«.. 

### Dela
- »Documenta Catholica Omnia« (v latinščini). Cooperatorum Veritatis Societas. Pridobljeno 6. decembra 2011.

## Smrt in spomin

### Kratko poročilo o bolezni in smrti
V svoji sobi je imel mrliško krsto in na pisalni mizi mrtvaško glavo, ki jo je izdelal znameniti kipar Bernini, ker se je vedno zavedal, da bo nekega dne umrl. Spis iz 17. stoletja, ki je nastal takoj po njegovi smrti in ga pripisujejo Ayresu , je naslovljen A short Account of the Life and Death of Pope Alexander VII (Kratko poročilo o življenju in smrti papeža Aleksandra VII.). Delce vsebuje mnogo presenetljivih posameznostih o Aleksandrovem koncu življenja. 
| Angleški izvirnik | Slovenski prevod |
| --- | --- |
| Promoted to the cardinalship eight of those select person, whom he supposed, for their great worth and labours, bestowed for the good of the Papal See, had merited the advancement to so high dignity. But his disease increasing, four days after, he was assaulted by a grievous fit, from which he concluded that his sickness was mortal, and not withstanding, it grew more and more violent daily, yet for all this, he had thoughts of performing the long ceremonies of Holy Thursday, to prepare himself for death, as he said, by meditating on the sacred mysteries of the passion o Jesus Christ, and would have executed his intentions in despight of his pains, if his physicians and chyrurgeons, together with his confessor had not perswaded him to the contrary; remonstrating to him the inconveniencies which might arise, from the hard labours which are inseparable from such prolixe ceremonies. And although he was perswaded by them all that time, yet was he resolved with that little strength he had left him (though much broken and extenuated by his disease) on Easter-day upon the Gallery of Monte Cavallo, where this function is used to be performed, with a solemn benediction in Pontificalthus, to bless the people, which there flocked in exceeding great multitudes, being driven there-unto not only out of devotion, but also by a desire of seeing their pastor yet whole and alive. He blessed them, having raised himself up twice according to the custom, without the help of the pontifical seat; and this was the lat time that he saw his flock, or they him. Ex lastly, be recommends to their care and protection, his Cardinal Nephew, his aged brother, and the rest of his kindred, and himself to their prayers. This being spoken, he lifted up his hands and blessed them, and then their eminencies approached to the bed side with tears in their eyes, and after they had taken pains to comfort him, with great tenderness they kissed his hand, and departed. At last, they being all departed, and only his familiar friends and ghostly-fathers continuing in the room with him, he altogether applied himself to his devotion, often repeating these words, Cupio disolvi et esse cum Christo. And those which assisted him he caused continually to read spiritual books, & divers prayers, and psalms, especially the penitential psalms, &c. After he had received both the Eucharist and the Extreme Unction, he disposed himself for his Transit, with a marvelous undantedness; and had already even lost his Speech, when one of his religious men standing by exhorted him to do an act of contrition, and to aske God pardon of his sins, he collecting his breath, which was flying away, with a most lanquisting voice, which coud hardly be understood, answered Ita. The same added that he should hope in the mercies of God, who is always ready to showre down his mercies upon a penitent heart; the pope answered with the same weakness of speech, Certe. Which were the last words which proceeded out of his mouth. He was often visited by the cardinals, contrary to the former customs, who were willing to be round about his bed till his end. And on Sunday the 22. of May, about 22. of the clock, he quietly rendred his spirits to his Creator, in the 60 year of his age, and 13 of his pontificate; and the same evening, the usual ceremony being performed by the cardinal lord Chamberlain, the corps were arrayed in the accustomed vestments, put into a litter of crimson velvet open on all sides, compassed round about by the penitentiary fathers, with lighted torches in their hands, accompanied by the guards and light horses, followed by the artillery, and with the Rexe Guard of Curiassiers, being carried to the Vatican, and there the next morning opened, there was found on one part of the lungs, fastned to one of his sides, a touch of a black spot; one of his kidneys wasted, and some carnosities of fleshy kyrnels instead of it, from whence the passage of the urine was hindred; and an ulcer of the reins, which of all his other diseases was the worst: from thence, being embalmed and pontifically appareled, he was carried the next day to the cathedral of St. Peter, and placed in the chapel of the most Holy Sacrament, where was a concourse of an infinite number of people, to kiss his feet, and take from him whatsoever they could lay hands on, to preserve to themselves as holy reliques. Finis | Povišal je v kardinalstvo osmero oseb, za katere je smatral, zaradi njihove velike vrednosti in prizadevnosti, da bodo nagrajeni v dobro papeškega sedeža, ker so si zaslužili napredovanje do tako visoke časti. Toda njegova bolezen je napredovala. Štiri dni zatem je dobil boleč napad, iz katerga je zaključil, da je njegova bolezen smrtonosna, saj ni pojenjavala, ampak je z dnevi postajala vedno hujša. Kljub temu je nameraval opraviti dolge obrede Velikega četrtka, da bi se – po njegovih besedah – pripravil na smrt s premišljevanjem svetih skrivnosti Kristusovega trpljenja; ta svoj namen je hotel izpeljati kljub bolečinam, če ga ne bi od tega odvrnili njegovi zdravniki in ranoceliki skupaj z njegovim spovednikom. Ugovarjali so njegovi nameri, češ da je neprimerna in da utegne imeti hude posledice, ker so ti obredi povezani s hudimi napori. Kljub temu, da so ga prepričali, je vseeno odločil – strt in izmučen od bolezni – s tisto malo moči, ki mu jo je pustila in kljub bolečinam – da bo na Veliko noč z galerije na Monte Cavallo, kjer so navadno izvrševali to opravilo, s slovesnim blagoslovom v papeških oblačilih, blagoslovil ljudstvo, ki se je zgrnilo tja v velikem mnoštvu ne le iz pobožnosti, ampak tudi iz želje, da bi videlo svojega pastirja še pri življenju in celega. Papež jih je blagoslovil, ter se je dvakrat dvignil brez pomoči papeškega sedeža; in to je bilo zadnjič, da je videl svojo čredo in ona njega. Nazadnje je priporočil kardinalski skrbi in varstvu svojega kardinala-nečaka, svojega postarnega brata in ostalo sorodstvo ter sebe samega v njihove molitve. Ko je to povedal, je dvignil svoji roki in jih blagoslovil. Nato so se njihove odličnosti približale njegovi postelji s solznimi očmi; ko so ga skušali potolažiti, so z veliko nežnostjo poljubljali njegove roke in odhajali. Ko so nazadnje vsi odšli, in so ostali v sobi z njim samo njegovi najožji prijatelji in duhovni očetje, se je vsem skupaj priporočil v njihovo pobožnost, ter je pogosto ponavljal tele besede: »Cupio disolvi et esse cum Christo« Tisti, ki so ostali pri njem, so mu stalno brali iz nabožnih knjig razne molitve in psalme, zlasti spokorne psalme. Ko je prejel obojna zakramenta: obhajilo in maziljenje, je bil pripravljen na odhod s tega sveta s čudovito vdanostjo; ko je skoraj že popolnoma izgubil glas, in ga je eden od redovnikov spodbujal h kesanju in da naj prosi Boga za odpuščanje svojih grehov, je komaj razumljivo odgovoril: »Ita«. Isti je dodal, da lahko upa v Božje usmiljenje, ki je vedno pripravljeno izkazovati svojo milost skesanemu srcu; in papež je odgovoril s prav tako slabotnim glasom: »Certe«.. To sta bili zadnji besedi, ki sta prišli iz njegovih ust. Kardinali so ga pogosto obiskovali – v nasprotju z dotedanjimi navadami, in so hoteli biti ob njegovi postelji vse do kraja. Na nedeljo, 22. maja okrog 22h, je mirno vrnil dušo svojemu Stvarniku. Istega večera je opravil navaden obred kardinal komornik. Truplo so oblekli v navadna oblačila, ga deli na nosilnico iz temnordečega žameta odprto na vseh straneh; obdajali so jo pogrebci s prižganimi bakljami v rokah, a spremljala jih je straža in konjeniki; sledilo je topništvo in papeška kraljeva garda, ter ga odnesli v Vatikan. Tam so ga naslednjega dne zdravniki odprli. Na eni strani pljuč, pritrjeno za eno od strani, so našli malo črno pego; eno od ledvic propadlo, in nekaj mesnatih izrastlin (ledvičnih kamnov) namesto tega, kar je preprečevalo prehod urina; in čir na ledjih, ki je bil najhujši od vseh bolezni. Potem so ga balzamirali in opravili po papeško ter ga odpeljali naslednjega dne v Stolnico svetega Petra, ter položili v kapelo Najsvetejšega zakramenta, kamor je privrela neštevilna množica ljudstva, da bi mu poljubljala noge in ponesla s seboj karkoli njegovega z njegovih sklenjenih rok, kar bi ohranila zase kot svete relikvije. |

### Nagrobnik
Nagrobnik Aleksandra VII. je razkošno Berninijevo delo, ki ga je uresničil od 1672 do 1678 po svojih načrtih in osnutkih ostareli umetnik s pomočjo svojih učencev; nahaja se v hodniku na levi strani Bazilike sv. Petra.  
Ta nagrobnik se razlikuje od tistega Urbana VIII., ki ga je izdelal isti  Bernini za isto baziliko Sv. Petra, pa tudi od drugih, ki navadno prikazujejo papeža ukazovalno sedečega na svojem prestolu. Ta spomenik pa nam kaže v molitvi ponižno klečečega papeža (Michele Maglia), čigar obuvalo počiva na širokem in zalem blagu v rdečem marmorju, na katerem so postavljeni štirje ženski liki, ki poosebljajo čednosti, ki jih je udejanjal Aleksander. Spredaj levo je Ljubezen z otrokom v naročju (Giuseppe Mazzuoli); desno je Resnica (Lazzaro Morelli in Gulio Catani) s stopalom počivajoč na zemeljskem globusu. Če pogledamo od blizu, opazimo, da njegov palec, ki stoji nad Anglijo, prebada trn, ki predstavlja bolečino zaradi širjenja anglikanizma. Odzadaj od leve na desno se nahajata Pravičnost (Giulio Catani) in Preudarnost (Giuseppe Baratta in Giulio Cartari) v belem marmorju. V sredi izpod rdeče preproge vstaja okostnjak, ki drži v desnici pozlačeno peščeno uro, ki označuje vanitas vanitatum (nečimrnost nečimrnosti) – tj. minljivost življenja. Spomenik spada med najlepše primerke rimskega baroka, najsi bo po lepoti večplastne sestave najsi bo po večbarvnih marmorjih, ki poudarjajo pomen, nasprotje in razpoloženje.
Njegovo osrčje (praecordia) se nahaja v cerkvi Ss. Vincenzo e Anastasio. Velik pogrebni stroj (priprava za spuščanje truge v kripto) je bil napravljen pri Sv. Petru ravno za pogreb tega papeža obenem z napisi, ki so ga hvalili za dela, ki jih je napravil za življenja okrog Rima. 
Nagrobnik je torej izredno cenjeno delo postaranega Berninija in njegovih sodelavcev, začet 1672 in končan 1678, ko mu je Inocenc XI. ukazal, naj gola prsa Resnice pokrijejo s kovinskim belo pobarvanim oklepom, ker so se zdela preveč razgaljena in torej nespodobna za oporekajoče reformacijsko obdobje in protireformacijo oziroma katoliško obnovo.
Napis na spomeniku se glasi:  
| Latinsko besedilo                | Slovenski prevod                        |
| -------------------------------- | --------------------------------------- |
| Alexander VII Chisius Pont. Max. | Aleksander VII. Chigi najvišji duhovnik |

### PesemAleksandru VII.(1667)
| The poet John Flowre wrote a poem to Alexander (angleški izvirnik) | Pesnik John Flowre je napisal pesem Aleksandru VII. (slovenski prevod) |
| --- | --- |
| Within this Marble doth Intombed lye, Not One, but All a Noble Familie: A Pearle of such a Price, that soon about Possesion of it, Heaven, and Earth fell out; Both could not have Him, So they did Devise This Fatall Salvo, to divide the Prize: Heaven Share’s the Soul, and Earth his Body take’s, Thus we lose all, whilst Heaven, and Earth, part flakes: But Heaven, not brooking that the Earth should share In the least Attome, of a Piece so Rare, Intents to Sue Out, by a new Revize His Habeus Corpus, at the Grand Assize. | Znotraj tega marmorja leži pokopan, Ne posameznik, ampak celotna plemenita družina: Biser takšne cene, ki sta o njej kmalu Tekmovala Nebo in Zemlja; Oba ga nista mogla imeti, tako sta volila Ta usodni pridržek, da bi si razdelila nagrado: Nebesa so si pridržala dušo, in Zemlja je sprejela telo, Tako smo mi izgubili vse, medtem ko sta Nebesa in Zemlja delno kosmičila: Toda Nebesa niso prenesla, da bi morala deliti z Zemljo V najmanjšem delcu tako redek kos, Nameravajo prevzeti z novim sporazumom Njegov habeas corpus v Velikem Assisiju. |

### Paskvinate

#### Iustitia et abundantia pacis
Okrog 1656 je moral papež posvetiti novo Chiesa della Pace (Cerkev Miru). Pred cerkvenimi vrati so postavili slavolok, na katerem je bilo napisano: 
| Latinsko besedilo                                       | Slovenski prevod                                |
| ------------------------------------------------------- | ----------------------------------------------- |
| Orietur in diebus nostris justitia et abundantia pacis. | Vzšla bosta v naših dneh pravica in obilje miru |

Prejšnjo noč pred posvetitvijo pa je Paskvin dodal »M« pred začetno besedo. Nihče ni opazil šale, in ko je zjutraj prišel papež, je bral s kaj malo zadovoljstva: 
| Latinsko besedilo                                        | Slovenski prevod                                |
| -------------------------------------------------------- | ----------------------------------------------- |
| Morietur in diebus nostris justitia et abundantia pacis. | Umrla bosta v naših dneh pravica in obilje miru |

#### PaskvinataoAleksandrovemdelu
| Pasquinata sul suo lavoro (Italijanski izvirnik) | Zbadljivka o njegovem delu (slovenski prevod) |
| --- | --- |
| Papa Alessandro Settimo, sanese di casa Chigi, qui sepolto giace, che sopra dodici anni e più d'un mese mal grado suo, non vide Italia in pace. Con finto zelo, e con pietà fallace, molto al mondo promise e nulla attese. Disse che i suoi starebbono al paese, ma a capo all'anno si trovò mendace. Vantò di sollevar lo Stato oppresso, disse voler premiar li dotti e buoni, far tornar Roma al suo primiero sesso; ma niuno più di lui senza occasioni mille gabelle impose, e niun quant'esso distrusse Roma et ingrandì bricconi. Un Papa il ciel ci doni, che riducendo quel ch'ei disse in atto, si guardi poi dal far quel ch'egli ha fatto. | Papež Aleksander Sedmi, Sienski, Iz Kidžijeve hiše, leži pokopan tukaj; preko dvanajst let in več kot en mesec na žalost ni videl Italije v miru. Z nepristnim žarom in varljivo pobožnostjo, Je svetu mnogo obljubljal, a ničesar mu ni dal. Rekel je, da bodo sorodniki ostali doma, a ob novem letu se je pokazal drugačnega. Želel je dvigniti zatirano državo, rekel je, da želi nagraditi učene in dobre, vrniti Rimu njegov prvotni sijaj; ampak nihče ni brez kakršnegakoli razloga naložil tisoč dajatev, in nihče ni huje od njega razrušil Rima in povečal števila razbojnikov. Nebesa, darujte nam enega papeža, ki bo uresničil tisto, kar je ta obljubljal, potem pa preglejte, kaj je ta naredil. |

#### Paskvino »kamnih«Aleksandra VII.
Aleksander VII. je podlegel običajni bolezni papežev - “mal della pietra”, , ki je prizadela že dosti papežev, 22. maja 1667 star 68 let in pokopan v veličastnem Berninijevem nagrobniku. Brezčutni in neusmiljeni Paskvin, ki je spremljal rimske dogodke, se ga je spomnil s tole zbadljivko:  
| Pasquinata (Italijanski izvirnik) | Zbadljivka o kamnih (slovenski prevod) |
| --- | --- |
| “Consolati, Alessandro se la tua dura sorte in fra le pietre t’ha condotto a morte, morte propria di ladri e non d’eroi, sogliono i pari tuoi da stato sì giocondo, solo a furia di pietre uscir dal mondo”. | Potolaži se, Aleksander, če te je tvoja trda usoda, ki te je postavila med kamne, pripeljala do smrti, ki je lastna tatovom in ne junakom; po navadi tvoji vrstniki, sicer tako prijetnega stanu, odhajajo s sveta le med besom kamenja. |

## Ocena

### Vrata smrti
Nekateri vidijo v Berninijevemu spomeniku, ki vsebuje papeža v molitvi, čednosti, ki jih je v življenju gojil, pa tudi okostnjaka-mrtvaka, ki se dviga iz podzemlja in drži v koščenih rokah peščeno uro, Vrata smrti, kot jih omenja sveto pismo stare zaveze: 
| Psalm 9 |
| --- |
| »Usmili se me, Gospod: glej stisko, ki jo trpim od svojih črtilcev, izpred vrat smrti me reši, da bom oznanjeval vso tvojo hvalo ob vratih Sionske hčere in se radoval tvoje pomoči!« |

Kdor pozna življenje tega po-tridentinskega papeža, ki je že za življenja držal v sobi tako mrliško trugo kot mrtvaško lobanjo, in ga ni mučila odznotraj le neozdravljiva bolezen, ampak tudi odzunaj hudo nasprotovanje zemeljskih vladarjev – zlasti galikanske Francije in anglikanske Anglije – bo priznal, da je povezava njegovega spomenika s tem mesijanskim psalmon, ki nakazuje Kristusovo trpljenje, trpljenja Pravičnika, dokaj posrečena. Nekateri »blazni« komentarji – ki ne vedo, da je Aleksander VII. to zadevo jemal čisto zares – gredo očitno v napačno smer – v sovražni govor zoper papeštvo. Ta »Vrata smrti« bi pa – glede na like v nagrobniku – prav tako lahko imenovali tudi »Vrata kreposti«, »Vrata upanja« in »Vrata življenja« - prihodnjega življenja namreč, ki se bo začelo, ko se bo peščena okostnjakova ura iztekla; a do njega ne more niti kristjan drugače kot skozi bridka »Vrata smrti«. »To niso Vrata smrti. Kar piše David v 9. psalmu, ima opraviti s pokvarjenim Zodiakom, ki je bil razširjen v Babilonu in je izhajal od Nimroda – ki se je bahal kot mogočen lovec pred Bogom. Vrata hčere sionske je izvirni – pravilni in popravljeni pogled. Eden predstavlja vedo smrti, medtem ko drugi kaže na Mesija in vedo življenja. Vsa zadeva je polna skrivnostne simbolike; zato je treba biti previden pri razlagi – tako psalma kot nagrobnika. 

### Montium custos
Malahijeva prerokba pravi o njem, da je Gorski varuh. (latinsko Montium custos; angleško Guard of the mountains). Grb papeža Aleksandra VII. ima šest hribov; v zvezi z varuhom pa je težje najti ustrezno povezavo. 